# Исачиха (Рамешковский район)
Исачиха  — деревня в Рамешковском районе Тверской области.

## География
Находится в восточной части Тверской области на расстоянии приблизительно 12 км на восток-северо-восток по прямой от районного центра поселка Рамешки.

## История
Известна с 1627—1629 годов как пустошь. В 1859 году в карельской владельческой деревне Исачиха 14 дворов, в 1887 — 27. В советское время работал колхоз «Моряк». В 2001 году 14 домов принадлежали постоянным жителям, а 6 наследникам и дачникам. До 2021 года входила в состав сельского поселения Заклинье до его упразднения.

## Население
Численность населения: 67 человек (1859 год), 138 (1887), 276 (1936), 357 (1989, русские 20 %, карелы 80 %), 19 (русские 26 %, карелы 74 %) в 2002 году, 12 в 2010.